# Болгарські епіграфічні пам’ятки

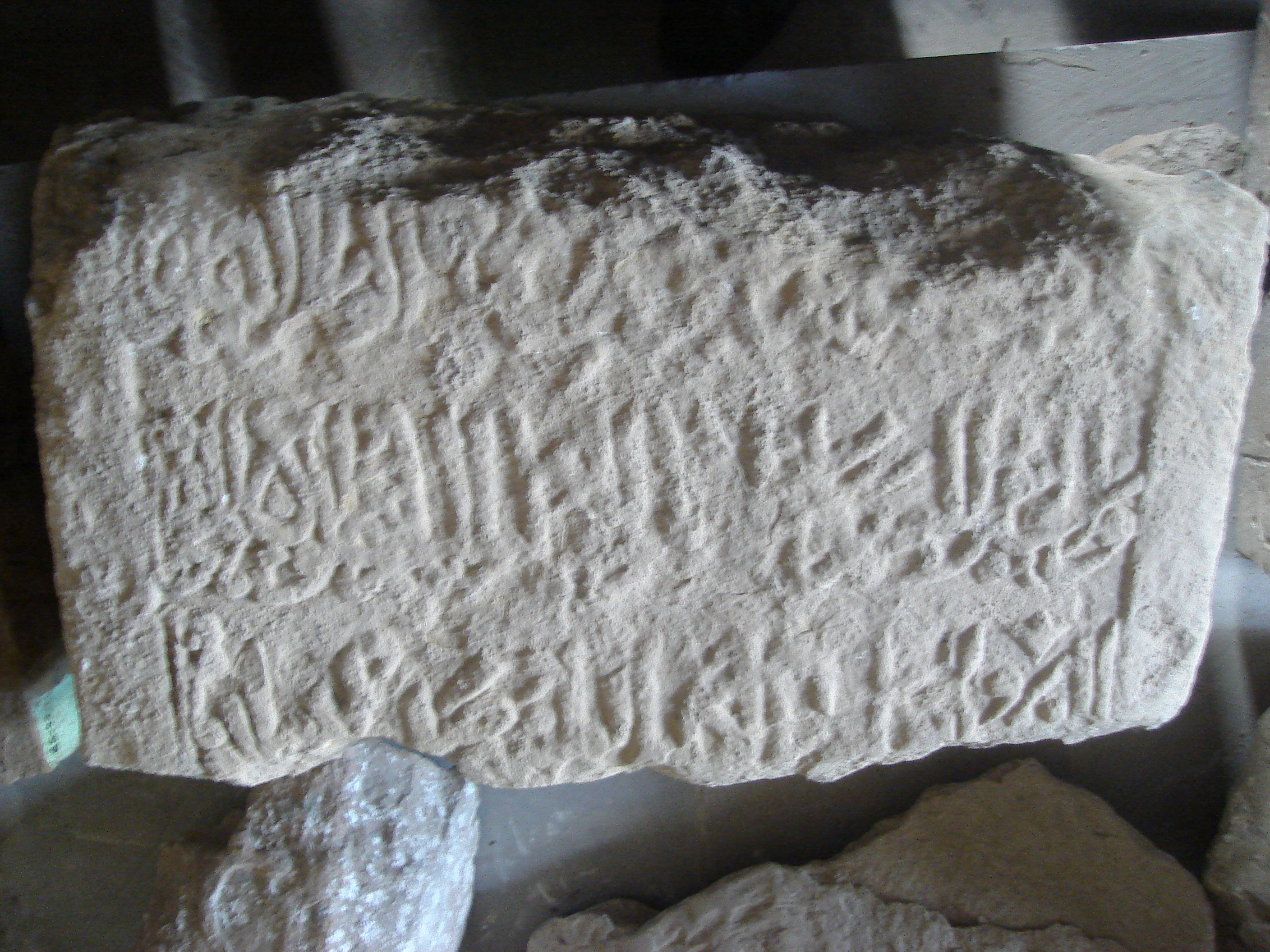
Клуб надгробку з болгарського поселення

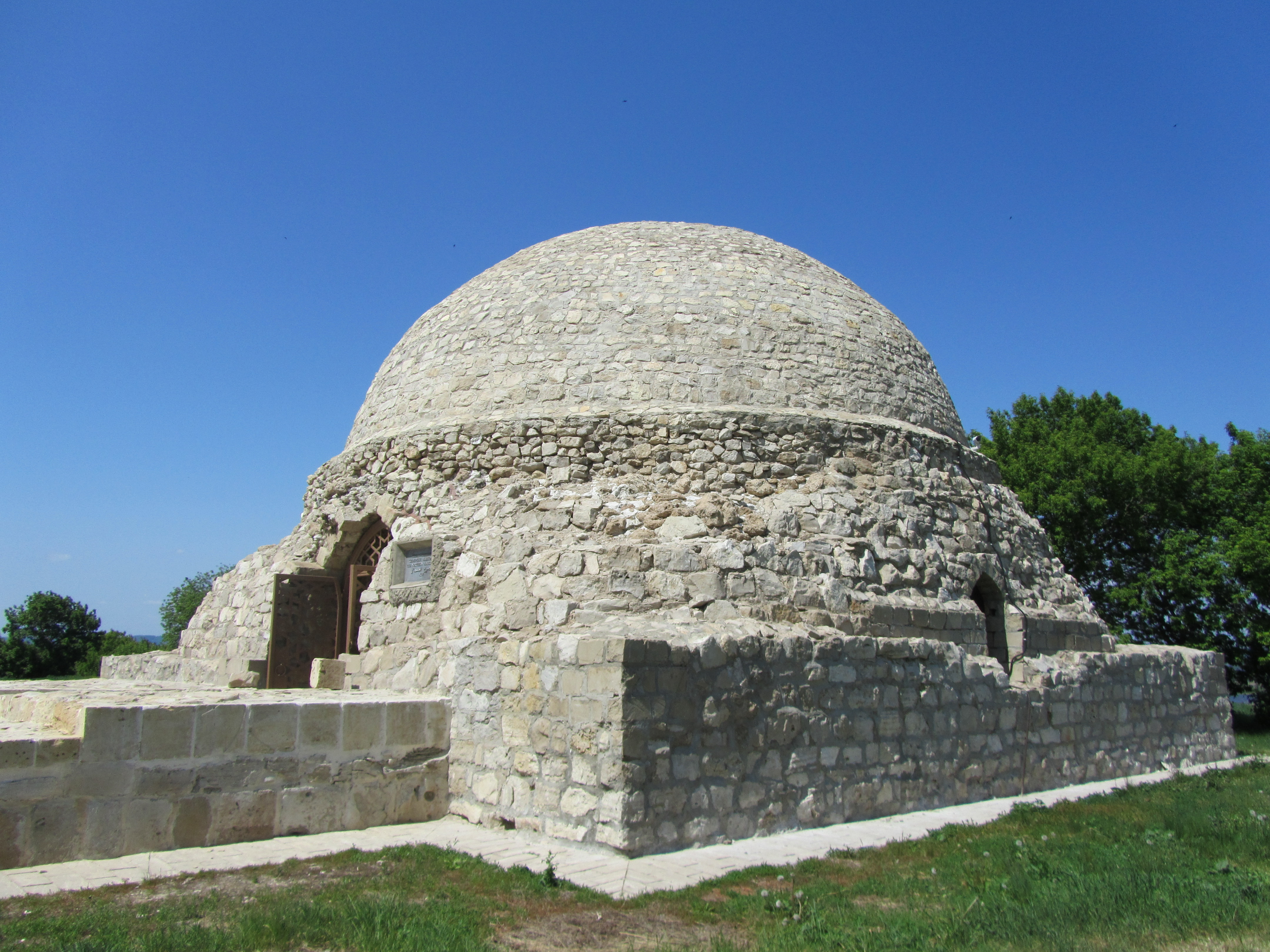
Північний мавзолей XIV століття в болгарському поселенні. музеї болгарської цивілізації виставляються ще дві надгробки

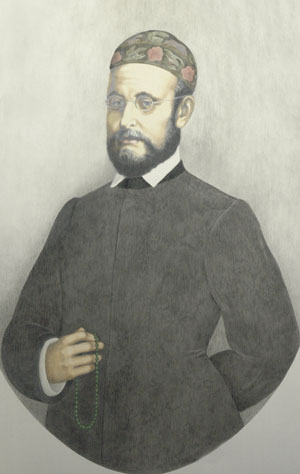
Хуссейн Фейзханов (1823 або 1828—1866), який вперше прочитав болгарські епіграфічні пам'ятники за допомогою даних мови чуваш (1863)

Болгарські епіграфічні пам'ятки (чув. Атăлçи Пăлхар эпиграфика палăкĕсем, тат. Болгар эпиграфика табылдыклары) — надгробки з написами (епітафами) XIII—XIV століттями на території колишнього Булгарського улуса Золота Орди. Розкриті надгробки можна розділити на кілька категорій. Розкриті надгробки можна розділити на кілька категорій. З точки зору «цивілізації» є такі:
- Мусульманські арабомовні надгробки, який зараз збереглося близько 400 одиниць;
- Вірменський з їхньою графікою, в кількості 5 одиниць і ще декількох невеликих фрагментів;

У них є арабські літери.
Мусульманські надгробки, у свою чергу, можна класифікувати за мовною особливістю:
- тільки з арабським текстом;
- наявність, крім арабської та тексту на якійсь тюркській мові.

Залежно від типу тюркської мови, остання група пам'яток розділена наступним чином:
- надгробки з написами в тюркському районі (цей сукупність є найбільшим)[5][6]:110[7]:85-99);
- надгробні камені в тукальній z-мові.

Існує також класифікація на появі пам'яток, відповідно до їх художніх особливостей-1-го стилю та 2-го стилю.
Надгробки 1-го стилю зазвичай мають текст у z-мові, а 2-й стиль це текст у r-мові.
Тому спочатку вважалося, що така класифікація охоплює всі ознаки в комплексі. Однак є винятки з такої відповідності.:12,23

## Історія вивчення
Дослідження болгарських епіграфічних пам'яток має трьохсотлітню історію. Початок був покладений указом Петра I 1722 року, після того, як він особисто відвідав болгарське поселення.
У 1831 р. орієналіст Юлій Клапрот вперше опублікував болгарські епітафії. А в 1863 році Х. Файсханов прочитав написи, спираючись на дані мови чуваш. Ось як виглядало розуміння цього у його статті.:31-32:

«Особенное внимание обращает на себя во многих булгарских надгробных надписях выражение ҖИАТ ҖҮР. В моих снимках эта фраза очень ясна, так что даже при ней и знаки поставлены так: ҖИАТИ ҖҮР. Обыкновенно принимают эту фразу за арабскую, переводят ее словами: пришествие угнетения, и придавая ей смысл особой эры, выводят из числового значения букв год 623. По моему мнению, подобное объяснение едва ли может быть верно… Не следует ли, не вдаваясь ни в какие гадательные предположения, читать просто ҖИАТИ ҖҮР, т. е. ЙИТИ ЙҮЗ? В пользу моего чтения говорит и обыкновение татар начальное „й“ произносить и писать как „Ж“… Что касается до буквы „р“, употребленной вместо „з“ в слове ҖҮР, то это можно объяснить отчасти ясностью (как и в слове СКР, т. е. СИКЕЗ) смысла и без точки, отчасти употреблением чувашских числительных слов в эпитафиях этого времени.»

## Значення пам'яток
Болгарські епіграфічні пам'ятки датуються XIII—XIV століття. Їх слід розглядати як задокументовані джерела середньовіччя. Тому ці об'єкти, у своїй «незаперечній автентичності»:107, нічого не може скасувати. З археологічної точки зору, вони є артефактами і письмовими джерелами.

## Вибрані надгробки
1. Пам'ятник 1281/1282 Російський Урмат Віскогорський округ, РТ (Республіка Татарстан). Мови арабські та болгарські.[4]:4-5
2. Пам'ятник дочці Ісмагіл, Ільчі Амек 1285/1286 Місцезнаходження: РТ, болгарська. Арабська мова[3]:10-11
3. Епіграфічний пам'ятник Юнус А. С. [Су] Варі 1287/1288. Місце розташування: РT, болгарська. Мови арабські та болгарські.[3]:12-15, Є фліп -сторона.
4. Пам'ятник 1291/1292. Місце розташування: РT, Казань (від котеджу єпископії був перевезений до Державного музею Республіки Татарстан). Арабська мова.[4]:6-7
5. Пам'ятник 1297/1298. Місце розташування: РT, Казань (з котеджу єпископії був перевезений до Державного музею Республіки Татарстан). Мови арабські та болгарські.[4]:8-9
6. Епіграфічна пам'ятка, надгробок дочці Рамазану, Зубеїда 1303/1304. Місце розташування: RT, с. Великий Атіас район Тетьюшевського. Мови арабська та болгарська[4]
7. Пам'ятник міста Болгарського 1308 Рік. Мови арабські та болгарські. За словами Ф. С. Хакімзянов, «Деякі слова є неоціненними матеріалами з точними датуваннями для історії мови чуваша, це особливо стосується множини» -säm  .
8. Пам'ятник 1309/1310. Мови арабської та болгарської[3]:48-49. Є фліп -сторона. Знайдено в 1973 році.
9. Епіграфічна пам'ять Гусмана, Ібрагіму Ас-Суварі 1314. Місцезнаходження: RT, S. Б. Тетіші, Тетіушскi район. Мови арабська та[4]